# Morgon (Bandais)
Der Morgon ist ein kleiner Fluss in Frankreich, der im Département Allier in der Region Auvergne-Rhône-Alpes verläuft. Er entspringt beim Weiler Grenière, im Gemeindegebiet von Gipcy, entwässert in mehreren Richtungsänderungen generell nach Westen und mündet nach rund 15 Kilometern im Gemeindegebiet von Vieure als rechter Nebenfluss in den Bandais, der kurz danach den Stausee Plan d’Eau de Vieure bildet.

## Orte am Fluss
(Reihenfolge in Fließrichtung)
- La Grenière, Gemeinde Gipcy
- Saint-Hilaire
- Buxières-les-Mines
- Papilotière, Gemeinde Buxières-les-Mines
- Barachy, Gemeinde Vieure

## Sehenswürdigkeiten
- Château de la Condemine, Burg aus dem 14. Jahrhundert am Flussufer bei Buxières-les-Mines – Monument historique[4]